# Кетелін Чиріле
Каталін Чиріла (11 травня 1998 , Тулча ) — румунський веслувальник на каное, чемпіон світу та Європи.

## Виступи на Олімпіадах
| Олімпіада  | Дисципліна                  | Місце |
| ---------- | --------------------------- | ----- |
| Токіо 2020 | каное-одиночки, 1000 метрів | 11    |
| Токіо 2020 | каное-двійки, 1000 метрів   | 5     |
| Париж 2024 | каное-одиночки, 1000 метрів | 9     |

## Зовнішні посилання
- Кетелін Чиріле на сайті International Canoe Federation (англійська)
- Кетелін Чиріле на сайті Olympics.com (англійська)
- Кетелін Чиріле на сайті Olympedia (англійська)
- Кетелін Чиріле на сайті Romanian Olympic Committee (румунська)